# Роберт Вільям Гейман
Роберт Вільям Гейман (англ. Robert William Hayman) (1905 — 1985) — британський зоолог.

## Біографія
Гейман обіймав посаду наукового керівника відділу ссавців в Музеї природної історії в Лондоні з 1921 до 1968 р. Опублікував кілька важливих робіт з досліджень африканських кажанів. Виявив низку родів і видів ссавців і сприяв вирішенню різних завдань систематики.

## Описані таксони
Delanymys brooksi, Glauconycteris machadoi, Hipposideros jonesi, Liberiictis kuhni, Micropteropus intermedius, Neopteryx frosti, Otomops secundus, Paraxerus cooperi, Paraxerus vincenti, Pelomys hopkinsi, Rhinopoma macinnesi, Steatomys jacksoni

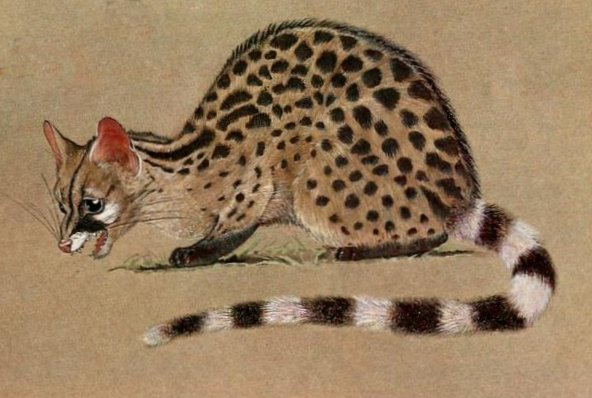
Genetta cristata

## Названі на честь вченого таксони
- Dendromus haymani (Hatt, 1934)